# Mendoya
Mendoya (llamada oficialmente Nosa Señora da Concepción de Mendoia) es una parroquia y un lugar del municipio español de Puebla de Trives, en la provincia de Orense, Galicia.

## Toponimia
La parroquia también es conocida por el nombre de Nuestra Señora de la Concepción de Mendoya.

## Organización territorial
La parroquia está formada por dos entidades de población, constando una de ellas en el nomenclátor del Instituto Nacional de Estadística español:
- Mendoya (Mendoia)
- Pacio

## Demografía
Gráfica demográfica del lugar y parroquia de Mendoya según el INE español:
| Gráfica de evolución demográfica de Mendoya entre 2000 y 2023 |
|                                                               |
| Datos según el nomenclátor publicado por el INE.              |